# Nemzedék
A nemzedék (generáció)  biológiai értelemben egy adott korban élő és körülbelül azonos korú emberek összessége. Nemzedéknek szoktuk nevezni az egymást felváltó utódok életének időszakát is.
Szellemtörténeti értelemben az egy időben vagy közel egy időben születetteket a közös élmények, együtt elviselt sors, tehát történeti tényezők forrasztják valódi nemzedékké, amely már szellemi közösség is és valóban mint egység jelenik meg a történeti fejlődés menetében. 
Nemzedék, generáció: 1. az élőknek a származási rendben egymást követő csoportja. - 2. ugyanazon időben, egy korban élő, nagyjából azonos korú emberek összessége.